# Naim Van Attenhoven
Pour les articles homonymes, voir Attenhoven.
Naim Van Attenhoven, né le 31 janvier 2003 à Louvain, est un footballeur international nigérien qui évolue au poste de gardien de but a l'UR Namur.

## Biographie

### Carrière en club
Né à Louvain en Belgique, Naim Van Attenhoven est passé par plusieurs centres de formation de club de premier plan en Belgique, fréquentant également le PSV Eindhoven une saison,,,.
Il commence sa carrière professionnelle en championnat de Belgique de deuxième division avec le KVK Ninove, où il signe en à l'été 2022. Il joue son premier match avec l'équipe première du club le 15 octobre 2022. Malgré les difficultés de son équipe, il s'illustre dans les cages lors de matchs compliqués.
En janvier 2023, il rejoint le Valenciennes FC en Ligue 2, s'illustrant d'abord avec son équipe réserve en National 2.

### Carrière en sélection
Van Attenhoven est international belge en équipe de jeunes, avant de changer de nationalité sportive en rejoignant l'équipe senior puis des moins de 20 ans du Niger.
Van Attenhoven est convoqué pour la première fois avec l'équipe senior du Niger en mars 2021,,. Il honore sa première sélection le 9 juin 2021, lors d'une défaite en match amical contre le Congo (1-0).